# Jean-Marc Vivenza
Pour les articles homonymes, voir Vivenza.
Jean-Marc Vivenza, né le 26 décembre 1957 à Vinay est un essayiste, musicologue et philosophe français.
Après avoir été compositeur, chercheur en électroacoustique et théoricien du « bruitisme futuriste », il s'oriente vers l'ésotérisme. Il étudie notamment la pensée de Nāgārjuna et l'œuvre de René Guénon, puis le martinisme et des auteurs tels que Jacob Boehme, Joseph de Maistre, Martinès de Pasqually, Louis-Claude de Saint-Martin et Jean-Baptiste Willermoz.

## Biographie
Né le 26 décembre 1957 à Vinay (Isère), Jean-Marc Vivenza a effectué des études en philosophie, histoire de l'art et musicologie[Lesquelles ?],.

### Expériences musicales
Jean-Marc Vivenza a développé à partir de 1976 une étude des principes spécifiques de l'art sonore, théorisant une pratique « bruitiste » originale, se plaçant sur le terrain du lien avec les Futuristes Italiens et Constructivistes Russes. En 1983, il fonde l'Electro-Institut où il poursuit sa recherche musicologique à partir des conceptions du bruitisme futuriste, évacuant la moindre trace instrumentale en exprimant les forces telluriques des usines.
Cet Institut devient, à Grenoble, une sorte de centre expérimental de la matière sonore ; c'est là où seront pensés et réalisés les travaux qui marqueront fortement de par leur radicalité la « musique industrielle » de 1980 à 1990, faisant à l'époque de Vivenza une référence unique à l'intérieur du milieu musical contemporain,. Il développe une activité internationale où il donne à entendre et à voir le résultat de ses conceptions sonores et visuelles. Sous son nom patronymique, Vivenza, ce dernier se livrant parfois à des expériences radicales surprenantes, sera plusieurs fois programmé dans de nombreux festivals internationaux de musique d'avant-garde aux côtés de Iannis Xenakis, Brian Eno, Hans-Joachim Roedelius, Laibach, Test Dept, etc.. Vivenza cherchant à fournir un corpus théorique à sa pratique du bruitisme futuriste et de l'intonarumori, critiquant l'orientation de la musique acousmatique, élabora une conception dite de « l'essence futuriste de la technique » qui se voulait un « art objectif » fidèle à Luigi Russolo, ce qui entraîna une polémique avec les thèses de la musique concrète.
Il réalise, en 1985, les « Servomécanismes », qui incorporent les notions « bruitistes » du futuriste italien Luigi Russolo (1885-1947), avec les techniques contemporaines d'asservissement acoustique conjuguées à un souci du formalisme visuel. Ces pièces sont aujourd'hui la propriété du Musée d'art contemporain de Lyon,. Elles ont fait l'objet de nombreuses installations dans plusieurs pays (Allemagne, Pays-Bas, Italie, Japon et États-Unis).
L'intégralité de l'œuvre bruitiste de Vivenza est en cours d'édition par le label phonographique Rotorelief.
Il fait paraître, entre 1987 et 1993, deux revues d'orientation bruitiste-futuriste : L'Œuvre bruitiste (nos 1 à 3 ; 1987–1989), et Volonté futuriste (nos 1 à 27 ; 1989-1993).

### Recherche théorique
Vivenza a engagé depuis ses premiers travaux une réflexion portant sur le sens philosophique de la puissance du négatif,. Elle porte sur l’être de la technique, compris comme « forme du devenir dialectique » ; il considère que « la technè est au cœur du Logos, au cœur du dynamisme vital de la matière » ; de ce fait, pour lui, « l'homme ne domine pas la nature par la technique », il porte à jour des virtualités, des puissances, des forces nocturnes, des principes propres à la substance de « l'être ».
À compter de 1990, alors qu'il prend ses distances d'avec le monde de la création contemporaine, Vivenza réoriente son activité vers une réflexion métaphysique dans laquelle il intègre les principales données de ses conceptions antérieures portant sur les forces telluriques et le devenir dialectique de la nature, dans une analyse générale de la puissance du négatif qu'il résume en édifiant une théorie de « l'ontologie négative », qui devient l'objet principal de son activité intellectuelle,. Ceci le conduit, après avoir animé pendant quelque temps le cercle philosophique « Hélios » inspiré par l'œuvre de Julius Evola et de Martin Heidegger, avec son ami le philosophe et poète italien Omar Vecchio (1962-2000), à entamer une étude du nihilisme,, qui l'amène à s'intéresser à l'idée de « non-être », de « rien », de « néant »,, de pure « vacuité » (sûnyatâ),, et à se mettre à l'école de son principal théoricien en Orient, le penseur bouddhiste indien du IIIe siècle Nāgārjuna,.
Le Pôle philosophique Hélios, dont les membres furent parfois invités à s'exprimer lors des universités d'été de Synergies européennes, organisation dirigée par Robert Steuckers, édita une revue publiée et rédigée par Vivenza (Hélios nos 1 à 13 ; 1994–2000).

### Ésotérisme
Vers 1993, Jean-Marc Vivenza réincorpore dans son étude la notion de « tradition » se consacrant, par l'écriture d'un dictionnaire,, à un examen de l'œuvre de René Guénon, et de Jacob Boehme, puis, s’apercevant de la pertinence des thèses de l'ésotérisme occidental, repense les grands axes de sa métaphysique à la lumière de la pensée de Joseph de Maistre. Cela l’amène à s'intéresser à l'œuvre de Martinès de Pasqually, Louis-Claude de Saint-Martin et Jean-Baptiste Willermoz, trouvant dans les principes de l’illuminisme initiatique du XVIIIe siècle,, une source doctrinale capable de véritablement « penser » la notion de « chute » (ou « péché originel » selon la terminologie de la théologie chrétienne), et de se confronter aux idées de « corruption » et de « dégradation », thèmes qui reprennent, en l'éclairant, la problématique de « l’ontologie négative », portant à une authentique confrontation avec les racines mêmes du mal par le biais de l'ésotérisme.
Franc-maçon de Rite écossais rectifié, il fut membre du Grand Prieuré des Gaules, dont il a été le porte-parole officiel de 2005 à 2012.
Il exerce aujourd'hui des responsabilités au sein du DNRF-GDDG (Directoire National Rectifié de France-Grand Directoire des Gaules) dont il est à l'origine de la fondation. Obédience maçonnique née d'une scission avec le Grand Prieuré des Gaules en décembre 2012.

### Engagement politique
Jean-Marc Vivenza, au titre du courant Futuriste en lien avec Enzo Benedetto, qui reconstitua avec les artistes historiques (Giovanni Acquaviva (it), Alessandro Bruschetti (it), Tullio Crali, Gerardo Dottori, Alberto Sartoris, etc.) le mouvement après-guerre en publiant en 1963 le Manifeste Futurismo-Oggi, et éditant ensuite la revue du même nom, animant en France le Futurisme européen révolutionnaire (FER),,, a été membre du groupe nationaliste révolutionnaire, classé à l'extrême droite, Troisième Voie ; en 1989, il participe à son bureau politique, aux côtés de Christian Bouchet ou Bertrand Burgalat. Il rompt avec cet engagement politique, lors de la scission de Troisième Voie en août 1991, théorisant cette décision qui conduisit à la fondation du Pôle philosophique Hélios,.

## Publications
- Nâgârjuna et la doctrine de la vacuité, Éditions Albin Michel, 2001, (2e édition 2009, coll. Spiritualités vivantes) (BNF 37223880).
- Le Dictionnaire de René Guénon, Le Mercure Dauphinois, 2002 lire en ligne [PDF] (2e édition 2005), traduction italienne : Arkéios, 2007 (BNF 38809596).
- Qui suis-je ? Maistre, Éditions Pardès, 2003 (BNF 38969561).
- Qui suis-je ? Saint-Martin, Pardès, 2003 (BNF 39099362).
- François Malaval (1627-1719) et la contemplation de la « Divine Ténèbre », Arma Artis, 2004 (BNF 42023892).
- La Métaphysique de René Guénon, Le Mercure Dauphinois, 2004 (BNF 39160995).
- B.A.-BA, des Rose-Croix, Pardès, 2005 (2e édition, 2006) (BNF 39954589).
- Qui suis-je ? Boehme, Pardès, 2005 (BNF 40059472).
- Le Martinisme, l’enseignement secret des maîtres : Martinès de Pasqually, Louis-Claude de Saint-Martin, et Jean-Baptiste Willermoz, Le Mercure Dauphinois, 2006, traduction espagnole : Editorial Manakel – Colección Martinista, 2010 (BNF 40153289).
- La Prière du cœur selon Louis-Claude de Saint-Martin dit le « Philosophe Inconnu », Arma Artis, 2007 (BNF 42023949).
- René Guénon et le Rite Écossais Rectifié, Les Éditions du Simorgh, 2007, traduction espagnole : Editorial Manakel – Colección Martinista, 2009 (2e édition 2019, Éditions La Pierre Philosophale).
- La Sophia et ses divins mystères, Arma Artis, 2009 (BNF 42168441).
- Tout est conscience, Albin Michel, 2010 (BNF 42203774).
- Les élus coëns et le Régime Écossais Rectifié : de l'influence de la doctrine de Martinès de Pasqually sur Jean-Baptiste Willermoz, Le Mercure Dauphinois, 2010 (BNF 42339581).
- Histoire du Grand Prieuré des Gaules, "Le Régime Écossais Rectifié des origines à nos jours", Les Éditions du Simorgh, 2011.
- Louis-Claude de Saint-Martin et les Anges : de la théurgie des élus coëns à la doctrine angélique saint-martiniste, Arma Artis, 2012 (BNF 42801335) (2e édition 2022, Éditions Arché-Milano).
- René Guénon et la Tradition primordiale, Les Éditions du Simorgh, 2012 (2e édition 2017, Éditions La Pierre Philosophale).
- La doctrine de la réintégration des êtres, Éditions la Pierre Philosophale, 2012 (2e édition 2013) (BNF 44452341).
- La Clé d'or, et autres écrits maçonniques, Éditions de l'Astronome, 2013 (BNF 43545818).
- L'Église et le sacerdoce selon Louis-Claude de Saint-Martin, Éditions La Pierre Philosophale, 2013 (BNF 45060338).
- Le culte "en esprit" de l'Église intérieure, Éditions La Pierre Philosophale, 2014 (BNF 45063045).
- Pratique de la prière intérieure pour conduire l'âme à l'union avec la Divinité, Éditions La Pierre Philosophale, 2015 (BNF 45063043).
- Le mystère de l’Église intérieure ou la « naissance » de Dieu dans l’âme, Éditions La Pierre Philosophale, 2016 (OCLC 969940581), (BNF 45060333)
- Entretiens spirituels et écrits métaphysiques : ontologie et ésotérisme, Grenoble, Le Mercure Dauphinois, 2017, 320 p. (ISBN 978-2-35662-499-4, présentation en ligne)
- Histoire du Régime Écossais Rectifié des origines à nos jours, Éditions La Pierre Philosophale, 2017,  (ISBN 978-2-36353-045-5)
- Julius Evola et la voie héroïque du « détachement parfait », doctrine de l’Éveil et métaphysique de la non-substance, Arché-Milano, 2019  (ISBN 978-88-7252-381-0)
- L'Esprit du Saint-Martinisme, Louis-Claude de Saint-Martin et la "Société des Indépendants", Éditions La Pierre Philosophale, 2020  (ISBN 978-2-36353-120-9)
- Martinès de Pasqually et Jean-Baptiste Willermoz, Vie, doctrine et pratiques théurgiques de l’Ordre des Chevaliers Maçons Élus Coëns de l’Univers, Le Mercure Dauphinois, 2020  (ISBN 978-2-35662-472-7)
- Écrits Saint-Martinistes, Éditions La Pierre Philosophale, 2021  (ISBN 978-2-36353-128-5)
- La doctrine initiatique du Régime Écossais Rectifié en dix leçons essentielles, Éditions Dervy, 2022  (ISBN 979-1-02-420678-3)
- Le christianisme transcendant du Régime Écossais Rectifié, son origine et ses mystères révélés, Éditions Dervy, 2024  (ISBN 979-1-02-421783-3)

### Éditions
- Jean-Baptiste Willermoz, Fondateur du Régime Écossais Rectifié  (textes choisis et présentés par Jean-Marc Vivenza), Montélimar, Éditions Signatura, coll. « Les maîtres de l'éveil » (no 3), 2012, 125 p. (ISBN 978-2-915369-24-3 et 2-915369-24-0, OCLC 859431822, BNF 43518797)
- Joseph de Maistre : Prophète du « christianisme transcendant »  (textes choisis et présentés par Jean-Marc Vivenza), Saint-Martin-de-Castillon, Éditions Signatura, coll. « Les maîtres de l'éveil » (no 5), 2015, 150 p. (ISBN 978-2-915369-37-3 et 2-915369-37-2, OCLC 933429284, BNF 44460190)

### Études musicologiques
- Le Bruit et son rapport historique, Grenoble, l'Œuvre bruitiste, 1984, 16 p. (OCLC 461968408, BNF 35040998).
- « L’Art des bruits [historique et théorie du bruitisme futuriste] », Inter : art actuel / Les Éditions Intervention, Québec, no 76,‎ 2000, p. 47-51 (ISBN 978-2-920500-72-3, ISSN 1923-2764, OCLC 5962033306, lire en ligne)
- « Le bruitisme futuriste et sa théorie », Inter : art actuel / Les Éditions Intervention, Québec, no 103,‎ automne 2009, p. 26-33 (ISBN 978-2-920500-72-3, ISSN 0825-8708, OCLC 5962033306, lire en ligne)Numéro spécial « Le Futurisme a 100 ans »